# Nanjira Sambuli
Nanjira Sambuli (1988) es una investigadora, escritora, analista política, estratega de defensa y música de Kenia. Actualmente es Gerente de Promoción de la Igualdad Digital en la World Wide Web Foundation.

## Formación
Sambuli tiene una licenciatura en Ciencias Actuariales por la Universidad de Nairobi (2011). 

## Trayectoria
Nanjira Sambuli fue exgerente de Investigación en iHub en Nairobi desde enero de 2014 hasta diciembre de 2015. Nanjira es miembro del consejo de administración de mySociety, miembro de la junta del Centro de Investigación de Políticas de Medios y también de la junta asesora de África de Sum of Us. Ha hablado en una serie de conferencias y eventos sobre políticas digitales y otros, incluyendo Open Up 2016 y la Cumbre Africana sobre Mujeres y Niñas en Tecnología. Nanjira es miembro del Grupo de Alto Nivel del Secretario General de las Naciones Unidas sobre Cooperación Digital y del Grupo de Asesoría Digital del DFID, miembro de la junta directiva de IRIN News, miembro de la Junta de Democarcia de los Ciudadanos en línea del Reino Unido, y trabajó como diputada en el Grupo de Alto Nivel del Secretario General de la ONU para el Empoderamiento Económico de las Mujeres (2016–17).

## Trabajos
Sambuli desarrolló un marco para acceder a la viabilidad, verificación y validez de Crowdsourcing, Umati, un proyecto de vigilancia de discurso peligroso en línea. Este proyecto se ejecuta actualmente en Kenia, Nigeria y Sudán del Sur. Ha trabajado en publicaciones sobre diversos temas como la Política de Medios de Comunicación de Kenia y el Paisaje Cívico Tecnológico. 
Ella es la editora de Innovative Africa. También ocasionalmente escribe una columna para el periódico Daily Nation en Kenia y la prensa internacional. 
Recientemente, António Guterres, el Secretario General de Naciones Unidas, la invitó a unirse al Panel de Alto Nivel sobre Cooperación Digital.

## Premios y reconocimientos
- 2019 - Fue incluida en la lista de 100 Mujeres (BBC).[6][7]